# ホーエンシュタイン (ウンタータウヌス)
ホーエンシュタイン (ドイツ語: Hohenstein) は、ドイツ連邦共和国ヘッセン州ダルムシュタット行政管区のラインガウ＝タウヌス郡に属す町村（以下、本項では便宜上「町」と記述する）である。

## 地理
ホーエンシュタインは、タウヌス山地西部、リムブルクとヴィースバーデンとの間のアール川両岸に位置している。

### 隣接する市町村
ホーエンシュタインは、北はアールベルゲン、北東はヒュンシュテッテン、東と南はタウヌスシュタイン、南西はバート・シュヴァルバッハ、西はハイデンロート（いずれもラインガウ＝タウヌス郡）と境を接している。

### 自治体の構成
この町は、ブライトハルト地区（行政機関所在地）、ブルク＝ホーエンシュタイン地区、ホルツハウゼン・ユーバー・アール地区、シュトリンツ＝マルガレーテ地区、ボルン地区、ヘネタール地区、シュテッケンロート地区で構成されている。

## 歴史

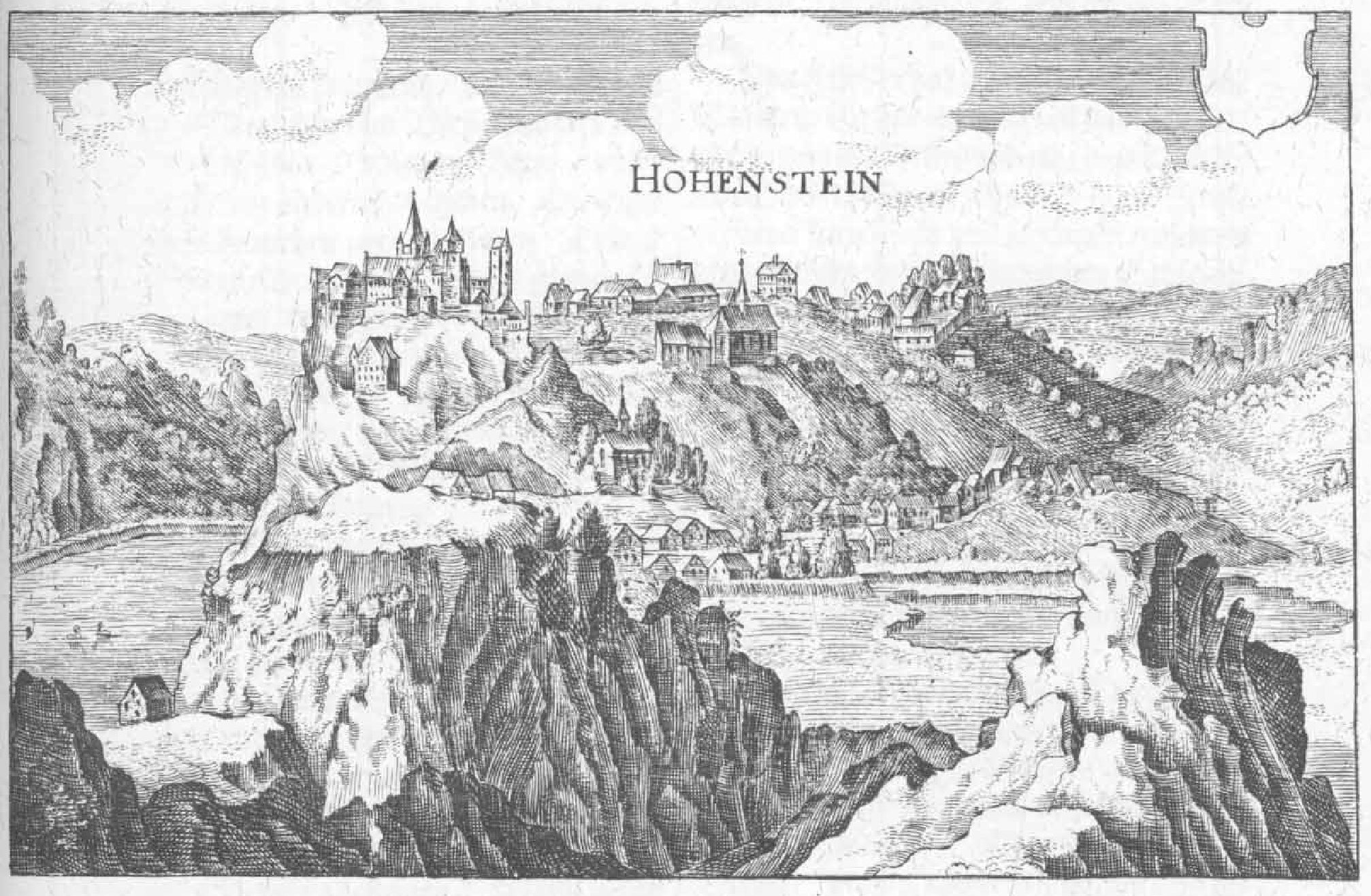
1655年に出版されたマテウス・メーリアンの銅版画に描かれたホーエンシュタイン

ホーエンシュタインを構成する地区では、シュトリンツ＝マルガレーテが一番古く、1184年に文献記録が遺されている。その他の地区は13世紀から14世紀が初出である。
ヘッセン州の地域再編に伴い、それまで独立した町村であったボルン、ブライトハルト、ヘネタール、ホーエンシュタイン、ホルツハウゼン・ユーバー・アール、シュテッケンロート、シュトリンツ＝マルガレーテが1972年7月1日に自主的に合併し、現在の自治体ホーエンシュタインが形成された。部分地区となったホーエンシュタインは、ブルク＝ホーエンシュタインと改名された。ブライトハルト地区、ブルク＝ホーエンシュタイン地区、ホルツハウゼン・ユーバー・アール地区、シュトリンツ＝マルガレーテ地区、ボルン地区、ヘネタール地区、シュテッケンロート地区は、オルツバイラート（地区委員会）、オルツフォアシュテーアー（地区代表）を持つオルツベツィルク（地区）となっている。

## 行政

### 議会
ホーエンシュタインの町議会は、25議席からなる。

### 首長
ヘッセン州では、1993年から市町村長は6年ごとに直接選挙で選出される。
2012年11月11日の選挙でダニエル・バウアー (SPD) が 57.9 % の票を獲得して町長に選出された。この選挙の投票率は 67.4 % であった。彼は2013年5月1日から町長に就任した。彼は2018年10月28日の選挙で再選された。2期目の任期は2019年5月1日に始まった。

#### 過去の町長
- 1994年: ホルスト・ヴェーバー (SPD) 選出されたが就任しなかった。
- 1995年から2001年: オトマール・シュミッツ (CDU/FWG)
- 2001年から2013年: ハンス＝ユルゲン・フィンクラー (SPD)

### 紋章
ウンタータウヌス郡のホーエンシュタイン町は1974年3月8日にヘッセン州内務大臣から紋章使用の認可を得た。
図柄: 斜め（向かって右上から左下）に色分けされた獅子。上部は青地に金色の小四角形をちりばめた背景に金色の体、下部は金地に赤い体である。

## 文化と見所

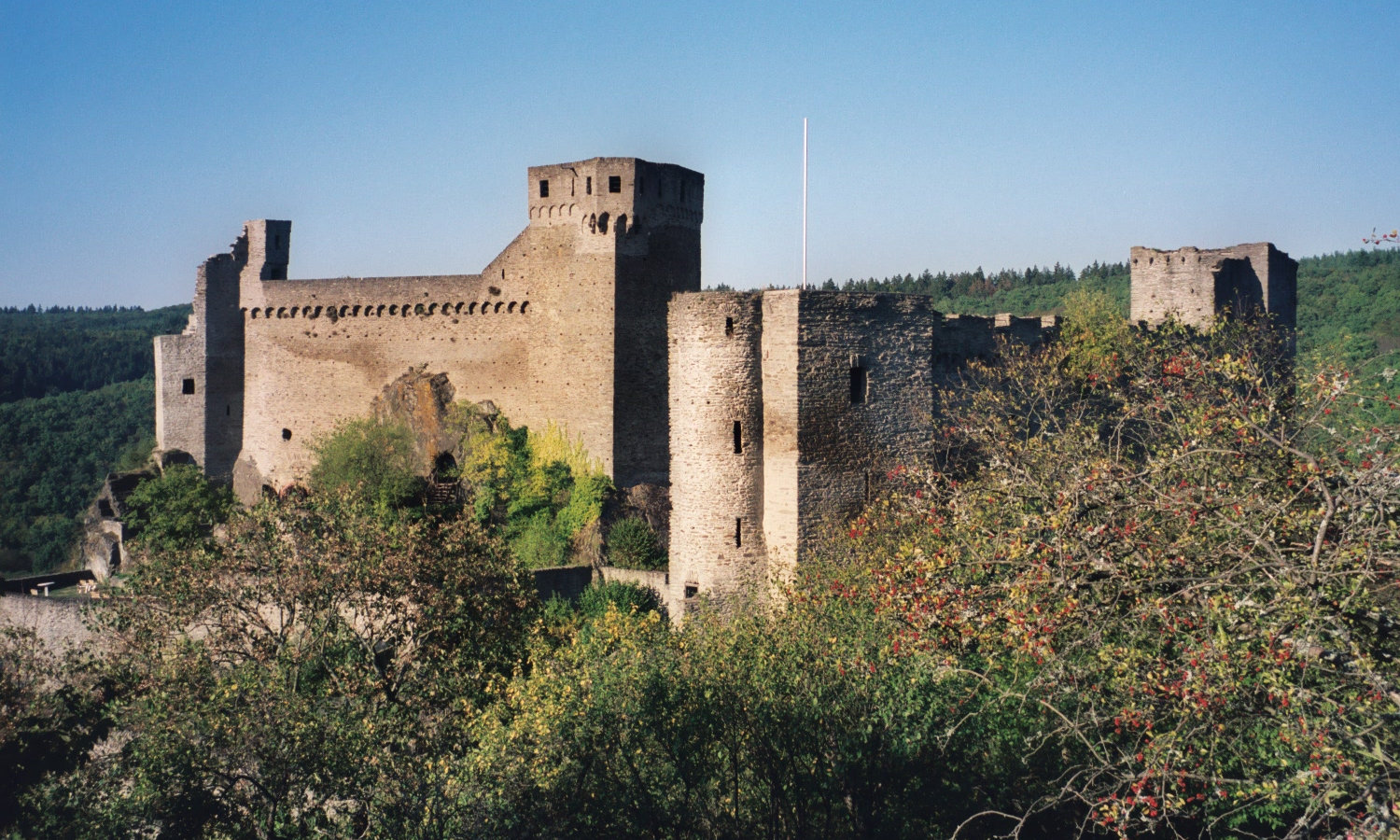
ホーエンシュタイン城趾

### 建築
- 1190年頃にカッツェルンボーゲン伯とラウレンブルクおよびナッサウ伯によって建設されたホーエンシュタイン城趾には、ホテルとレストランがある[10]。
- ヘネタール近郊の森の中に、中世後期のヘネタール国境防衛施設（土塁と堀）がある。これはおそらく14世紀末に造られたリムブルク街道の安全を護る施設であった。
- 町内をオーバーゲルマニシュ=レティシュ・リーメスの一部が通っている。リーメスの跡は、ブライトハルト、ボルン、シュテッケンロートにあり、標識の整備された遊歩道で訪れることができる。詳細な情報は、ホーフグート・ゲオルゲンタール「リーメス・イム・ホーフグート」のラインガウ＝タウヌス地方博物館で得ることができる[11]。

### 年中行事
- 夏季には、ブルクホーフの野外劇場で演劇上演が行われる。
- 毎年夏の終わりから秋にかけて、ほとんどの地区で伝統的なケルプ（教会開基祭）が開催される。この祭は何世代も前から若者によって組織されてきた。
- ホーエンシュタインのクリスマスマーケット

## 経済と社会資本
元々農業が主体であったこの町は、住宅地へと変貌している。地元の商業・営業企業はあるものの、工業系企業はない。

### 交通
ホーエンシュタインは、連邦道 B54号線のヴィースバーデンとリムブルクとの間に位置している。再開が検討されているアールタール鉄道にはブライトハルトとブルク・ホーエンシュタインに駅がある。後者の保護文化財に指定されている歴史主義様式の駅舎は、1959年まで使用されていた。2006/07年に私的所有者によって修復され、セミナーハウスが入居した。ナッサウ観光鉄道の観光列車は、フラハ通りに架かる橋が損壊したことで運行を終了するまで、ここが終点となっていた。
ホーエンシュタインには、ラインガウ＝タウヌス交通共同体が運行するバス路線が数本ある。平日には、ホルツハウゼン地区からアール、ブライトハルト、シュテッケンロートを経由してヴィースバーデンまで直通運行しているが、週末や夜にはタウヌスシュタイン＝ハーンで乗り換える必要がある。ボルン、シュトリンツ＝マルガレーテおよびヘネタールはタウヌスシュタイン＝ハーンの乗り合いバスターミナルと結ばれており、ブルク＝ホーエンシュタインはブライトハルトやバート・シュヴァルバッハ行きのオンデマンドバスがある。
ホーエンシュタイン町内の、交通の便が悪い地区のギャップを埋めるためコミュニティ交通サービス「ホーエンシュタイナー Bus’je」がある。このバスは町外に位置する停留所（バート・シュヴァルバッハやタウヌスシュタインが中心）との間も運行している。

### 教育
- ブライトハルト地区には、基礎課程学校と実践教育学校がある。最寄りの総合学校は、アールベルゲン、バート・シュヴァルバッハ、タウヌスシュタインにある。最寄りのギムナジウムもタウヌスシュタインにある。

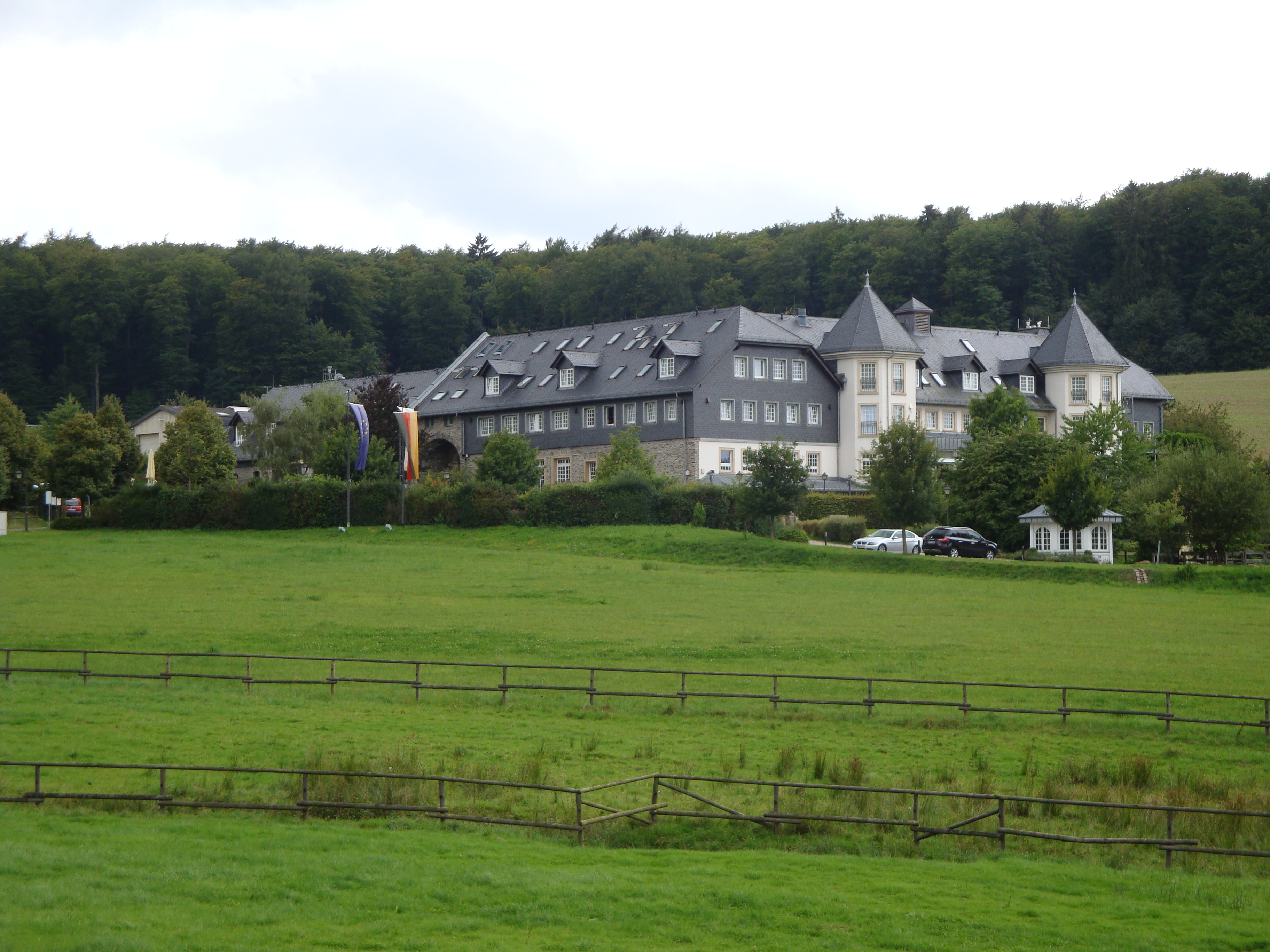
ホーフグート・ゲオルゲンタール

- 6つの地区に1園ずつ幼稚園がある。

### レジャー施設
ホーフグート・ゲオルゲンタールに、2014年6月に練習場を備えた18ホールのゴルフ場が新たにオープンした。ホーエンシュタイン町内を通るリーメスに関するリーメス博物館もここにある。ホーフグート・ゲオルゲンタールから、約 5 km のゲオルゲンタール周遊路が始まる。この遊歩道は、2つの塔の遺跡と約 400 m のリーメスの遺構をたどる。

## 人物

### ゆかりの人物
- クラウス＝ペーター・ヴィルシュ（ドイツ語版、英語版）（1961年 - ）政治家。ドイツ連邦議会議員。1981年から1993年までホーエンシュタインの町議会議員を務めた。